# Javier Subirats
Javier Subirats Hernández, conocido como Subirats (Paterna, Valencia, España, 2 de octubre de 1957), es un y exjugador, exdirectivo y entrenador de fútbol español. Actualmente es coentreandor del Club Deportivo Eldense junto con David Bauzá.

## Trayectoria
Javier Subirats se inició como jugador en el Valencia Club de Fútbol donde jugó desde 1977 hasta 1990. Formó parte del equipo que ganó la Recopa de Europa y la Supercopa de Europa de 1980, ante el Arsenal FC y el Nottingham Forest respectivamente, y también del descenso y posterior ascenso al año siguiente del equipo.

Se inició como entrenador en las categorías inferiores del Valencia CF, fue entrenador del Villarreal CF y Hércules CF y encargado de las secretarías técnicas del Valencia CF y Hércules CF. Destacando el fichaje de Rafa Benítez y posteriormente David Villa por el del Valencia CF como logros más destacados.
- 1977-1990: Futbolista Valencia C. F. Formó parte de la era Kempes del Valencia.
- 1990-1991: Futbolista Orihuela Deportiva
- 1992-1994: Entrenador categorías escuela del Valencia C.F
- 1995-1996: Entrenador del Villarreal CF
- 1998- 2004: Secretario técnico del Valencia CF
  - La temporada 1998/99 clasificación por primera vez en la historia del Valencia C.F para la actual Liga de Campeones y ganador de la Copa del Rey de la mano de Claudio Ranieri
  - Temporada 1999 La Supercopa de España con Héctor Cúper en el banquillo y campeón de Liga.
  - La temporada 1999/2000  Supercopa de España y la primera final de la Liga de Campeones disputada por el club valenciano contra el Real Madrid en Stade de France (París)
  - Temporada 2000/2001 SE repetía la historia para el Valencia llegando a la final de la Liga de Campeones.
  - Temporada 2001/ 2004 Javier Subirats incorpora a Rafael Benítez. Liga

Algunos de los nombres fichados durante esta época por Subirats son Claudio Ranieri, Hector Cúper, Adrian Ilie "La Cobra", Kily González, Rubén Baraja, David Albelda, Javier Farinós, Pablo Aimar, Ayala, John Carew, Juan Sánchez, Pellegrino, Rufete, Vicente Rodríguez, Carlos Marchena, Fabio Aurelio...
- 2004-2005: Director deportivo Hércules C.F. Ascenso de Segunda División B a Segunda A de la liga española.

- 2004-2005: Entrenador del Hércules CF ( 3 partidos)

- 2005-2006: Secretario técnico del Valencia CFRealizó nuevas incorporaciones Quique Sánchez Flores, David Villa, Miguel Brito, Patrick Kluivert, .. Su etapa en el Valencia C.F finalizaría aquí por discrepancias con la directiva ocupando su lugar Amadeo Carboni.

- 2006-2008: Secretario técnico del Hércules CF
- 2010- 2013: Comentarista de fútbol en Radio Nou
- 2013-actualidad: Entrenador del juvenil Jove Español San Vicente del Raspeig